# Laurent Thirionet
Laurent Thirionet, né le 22 novembre 1970 à Bergues, est un coureur cycliste français.

## Biographie
Heurté par une voiture en 1993 à l'âge de 23 ans, Laurent Thirionet est amputé de la moitié inférieure de la jambe gauche. Il devient par la suite cycliste handisport de haut niveau, et est décrit par le journal Libération en 2007 comme étant « la référence mondiale du cyclisme handisports ». Il est parrainé par Cofidis depuis 1998.
En 1999, il établit le record du monde de l'heure, avec une course de 41,38 kilomètres. En 1998, il remporte deux médailles de bronze et deux d’argent aux mondiaux handisports. En 2007, il remporte les championnats du monde de cyclisme handisports en poursuite sur piste, et obtient une médaille de bronze dans l'épreuve du kilomètre.
Participant pour la première fois aux Jeux paralympiques en 2000, il remporte une médaille d'argent dans l'épreuve de course sur route, catégorie LC3. Les années suivantes, il établit des records du monde pour l'heure et le kilomètre. Aux Jeux paralympiques de 2004, il obtient l'or en poursuite individuelle, l'argent en contre-la-montre sur route et dans l'épreuve du kilomètre, et le bronze dans le sprint d'équipe. Aux Jeux de 2008, il obtient l'or dans le contre-la-montre sur route, avec un temps de 38 minutes 00 seconde 31.
Il est nommé chevalier de la Légion d'honneur le 22 octobre 2004.
Laurent Thirionet est architecte de profession. Il est président de l'association Dunkerque littoral cyclisme.

## Palmarès aux Jeux paralympiques
- vice-champion paralympique en 2000 (course sur route LC3)
- champion paralympique en 2004 (poursuite individuelle LC3)
- vice-champion paralympique en 2004 (contre-la-montre sur route LC3)
- vice-champion paralympique en 2004 (kilomètre LC1-4)
- troisième en 2004 (sprint d'équipe LC1-4/CP 3/4)
- champion paralympique en 2008 (contre-la-montre sur route LC3)
- jeux de Londres médaille de bronze en 2012 (poursuite C2)